# 次亜塩素酸塩
次亜塩素酸塩（じあえんそさんえん、英: hypochlorite）は、次亜塩素酸の塩である。次亜塩素酸イオン ClO- を含み、塩素の酸化数は+1である。
よく見られる例が、次亜塩素酸ナトリウム（塩素漂白や漂白剤）や次亜塩素酸カルシウム（粉末漂白剤やプールの消毒剤）である。次亜塩素酸塩は非常に不安定で、例えば NaClO 水溶液から水を除去すると塩化ナトリウムと塩素酸ナトリウムの混合物に不均化するため、固体を得ることはできない。NaClO 水溶液を加熱すると同様の反応が起こる。次亜塩素酸塩は日光によって塩化物と酸素に分解する。
その低い安定性のため、次亜塩素酸塩は非常に強い酸化剤である。有機化合物との反応は非常に発熱的で、発火することがあるため、次亜塩素酸塩は注意して取り扱う必要がある。これはマンガン化合物を過マンガン酸塩にまで酸化することができる。
次亜塩素酸メチルのような共有結合性化合物もまた知られており、一般に非常に不安定である。

## 性質
室温で水酸化ナトリウム水溶液に塩素ガスを通じると、不均化によって次亜塩素酸イオンのナトリウム塩 NaClO が生じる。
{\displaystyle {\ce {Cl2 (g) + 2NaOH (aq) -> NaCl (aq) + NaClO (aq) + H2O (l)}}}
熱濃水酸化ナトリウム水溶液と塩素の反応では、より高い酸化状態の塩素酸塩が生じる。
{\displaystyle {\ce {3Cl2 (g) + 6NaOH (aq) -> 5NaCl(aq) + NaClO3 (aq) + 3H2O (l)}}}

## 化学

### 酸との反応
次亜塩素酸塩は、酸と混ぜると塩素ガスを発生する。次亜塩素酸イオンと塩化物イオンは塩素による平衡状態にある。
{\displaystyle {\ce {2H+ (aq) + ClO- (aq) + Cl- (aq) -> Cl2 (g) + H2O (l)}}}
そのため、ルシャトリエの原理によって、高い pH では H+ イオンを消費して反応が左向きに進み、塩素の次亜塩素酸イオンと塩化物イオンへの不均化が促進されるのに対し、低い pH では反応が右向きに進み、塩素の発生が促進される。

### 漂白反応
次亜塩素酸塩は、染料を脱色するための漂白剤として使われる。

### 酸化剤
次亜塩素酸塩は塩素のオキソアニオンの中で最も速い酸化剤である。Mn2+ を過マンガン酸イオンまで酸化する。
{\displaystyle {\ce {2Mn2+ + 5ClO- + 6OH- -> 2MnO4- + 3H2O + 5Cl-}}}

## 安定性
次亜塩素酸塩は塩素のオキソアニオンの中で最も不安定である。多くの次亜塩素酸塩は、次亜塩素酸自身と同様に溶液中でのみ存在する。
次亜塩素酸塩は不均化に対して不安定である。加熱によって、これは塩化物、酸素ガス、塩素酸塩の混合物に分解する。
{\displaystyle {\ce {2ClO- (aq) -> 2Cl- (aq) + O2 (g)}}}
{\displaystyle {\ce {3ClO- (aq) -> 2Cl- (aq) + ClO3- (aq)}}}